# Ди (Франция)
Ди (фр. Die) — коммуна на юго-востоке Франции в департаменте Дром, административный центр округа Ди и кантона Ди.
Ди известен своим игристым вином «Clairette de Die» и «Crémant de Die».

## Географическое положение
Ди – провинциальный городок в предгорьях Альп в 67 км восточнее Валанса. Он лежит на широкой равнине на реке Дром, окружённый горами в природном заповеднике Веркор и отрогами Альп на востоке.

## История
Этимологически название реки Дром происходит от греческого «druna» (дуб). Эти деревья в изобилии произрастали здесь, особенно на равнине. Ди восходит к имени галльско-римской богини Андарты (Dea Augusta Vocontiorium), почитавшаяся здесь. К этому же времени относятся городские стены и городские ворота «Сен Марсель». С 325 года до XVIII века здесь находился епископат, от которого городу достался собор Нотр-Дам и капелла святого Николая.
Уже с XIII века в Ди распространяются идеи протестантизма, а с 1560 года французские протестанты назывались гугенотами.
С 1562 до Нантского эдикта 1598 года, указа Генриха IV, даровавшего гугенотам свободу вероисповедания, здесь прошли восемь первых войн гугенотов. В это время города часто меняли своих хозяев, Ди тоже не стал исключением. В 1604 году здесь даже была учреждена протестантская Академия, состоявшая из классической гимназии и университета из 120—130 студентов.
С середины XVII века законы и указы против гугенотов ужесточились. Так, например, в 1662 году был принят закон, согласно которому умершего гугенота разрешено было хоронить вне городского кладбища только после захода или перед восходом солнца. Результатом стало появление «частных» кладбищ, некоторые из которых сохранились до наших дней.
Гонения на гугенотов привели, в конце концов, к открытому преследованию после отмены Людовиком XIV с 1685 года Нантского эдикта. Это привело к бегству четверти миллиона человек. Через леса и непроходимые ущелья гугеноты бежали в центры протестантизма Манс и Триев, а оттуда в Женеву, Лозанну, Невшатель, Франкфурт-на-Майне, Марбург и Бранденбург.
Оставшиеся еретики, начиная с 1687 года, тайком собирались на службы вдали от глаз посторонних, роль пасторов на таких собраниях от 5 до 6000 прихожан часто играли странствующие священнослужители. С 1689 года наказание за подобные «сходки» ужесточилось. Схваченные с поличным попадали в темницу Кре, еще в 1745 году гугеноты приговаривались к работам на галерах, тюрьме или виселице. Так двое мужчин незадолго до Великой французской революции 1775 года были освобождены после 30 лет тюремного заключения. Похищения детей и их последующее воспитание в католических монастырях были в порядке вещей.
В 1752—1753 годах начались послабления, связанные с революцией. Несмотря на преследования, сильную эмиграцию и насильственную смену вероисповедания, численность гугенотов в Ди в XIX веке составляла 33 % населения. В начале XX века население Ди вновь поредело, в первую очередь за счет молодежи.
Во время немецкой оккупации гугенотские священники нередко занимались спасением евреев и изготовлением фальшивых документов.
И сегодня на День Святой Троицы в Ди проходят встречи гугенотов из Ди, Триев и потомков покинувших эти места в XVII веке гугенотов.

## Достопримечательности
- Городская стена и городские ворота св. Марселя (III век)
- Собор Нотр-Дам (VI век)
- Кальвинистская протестантская церковь
- Рынок по средам и субботам перед собором (домашние сыры, вина, хлеб, мясо и колбаса из дичи, овощи, фрукты, мед, орехи, оливки из Ньона и т. д.)
- Винный погреб, предлагающий известное всей Франции вино «Clairette», красные и белые вина.

## Культура
В конце июня в Ди проходит известный далеко за его пределами праздник «Transhumance». Это праздник, во время которого через город прогоняют тысячи овец. 
В первые выходные июля проходит 4-дневный праздник Вог, с ярмаркой и танцами.
В июле же уличный праздник козьего сыра.
В Кре в середине августа можно посетить джаз-фестиваль под открытым небом.
Каждые выходные с июля до конца сентября в разных деревнях департамента проходят деревенские фестивали вина. Завершается мероприятие большим фейерверком в Кре в последние выходные сентября.
14 июля проходит день французской революции.

## Экономика и промышленность
Почти все производимое в Ди можно рассматривать в качестве сувениров: травы, оливки, орехи, колбасы, мед, козий сыр, лавандовое масло, белые персики, трюфели (конфеты и грибы) и, конечно, вина. Туризм играет в экономике города значительную роль.

## Знаменитые земляки и жители города
- Бассо, Себастьян — французский врач и натурфилософ конца XVI — начала XVII века, один из ранних сторонников атомизма, предтеча механистического мивороззрения.